# Blenina fuscomixta
Blenina fuscomixta är en fjärilsart som beskrevs av Embrik Strand 1917. Blenina fuscomixta ingår i släktet Blenina och familjen trågspinnare. Inga underarter finns listade i Catalogue of Life.